# Snooker
Snooker is een biljartspel voor twee spelers of twee ploegen waarbij eenentwintig gekleurde ballen met de witte speelbal weggespeeld kunnen worden. De eenentwintig ballen zijn vijftien rode ballen en zes ballen met elk een andere kleur: geel, groen, bruin, blauw, roze en zwart. Het is enigszins vergelijkbaar met pool. De belangrijkste verschillen tussen pool en snooker zijn de afmetingen; een snookertafel is in de regel aanzienlijk groter dan een pooltafel; de ballen zijn kleiner en lichter en de keu is bijgevolg dunner.

## Geschiedenis
De eerste vormen van het biljartspel zijn al in de 15e eeuw te vinden, maar snooker is een recentere versie. Het spel is ontstaan in het Brits-koloniale India, toen officieren van het leger nieuwe variaties bedachten op het populaire biljartspel. Verschillende verhalen over het precieze ontstaan van het snooker doen de ronde (zie ook Britse Oost-Indische Compagnie), maar meestal wordt aangenomen dat Charles Neville Chamberlain, een kolonel van het leger, in 1875 in Jabalpur voorstelde om de gekleurde ballen van pyramids toe te voegen aan de zwarte bal en de in de triangelvorm liggende rode ballen van het spel Life Pool, waardoor het moderne spel ontstond.
Het woord snooker was toen nog een bijnaam voor de soldaten in het leger. Deze naam werd vervolgens gegeven aan de beginners in het nieuwe spel en uiteindelijk werd het spel zelf snooker genoemd.
Billiards en later snooker zijn in India zo populair geworden, doordat de in India gestationeerden graag het spel croquet speelden. Dit wilden ze in India ook spelen, maar in het regenseizoen liet het weer dit niet toe. Daarom moesten ze naar een vervanging op zoek. Dit werd het biljartspel. Op vele oude afbeeldingen is te zien dat er met een gebogen keu gespeeld wordt op een tafel met poortjes en pockets. Dit was nog het gevolg van het toen populaire croquet. De snookerkeu heeft nog steeds de vlakke achterkant.
Het snookerspel kwam in het Verenigd Koninkrijk terecht toen John Roberts, een toenmalige biljartkampioen, naar India reisde, daar kennismaakte met het spel en het uiteindelijk in zijn thuisland introduceerde. Het Verenigd Koninkrijk is nog steeds veruit het zwaartepunt van de snookersport, al leveren ook Ierland, Canada, Australië, Malta en recent China tegenwoordig topspelers. Ook in Nederland, België en Duitsland wordt veel gesnookerd, maar minder op topniveau.
De eerste belangrijke topspeler was Joe Davis, die in de snookerwereld een legendarische status geniet. Hij was ook de belangrijkste drijfveer achter het eerste echte wereldkampioenschap in 1927. Later kreeg het snooker langzaamaan de status die het nu heeft, met spelers als Ray Reardon, Alex Higgins, Steve Davis (geen familie van Joe), Dennis Taylor, Stephen Hendry, Jimmy White en Ronnie O'Sullivan.
In 1968 werd de WPBSA opgericht, die de sport op professioneel niveau organiseert.

## Het spel

### Samenvatting
Alle ballen worden voor de start van het spel volgens een bepaald patroon op de tafel geplaatst. Er is een witte bal (de cue ball), vijftien rode ballen met de waarde van 1 punt en zes ballen in de kleuren geel, groen, bruin, blauw, roze en zwart, met een oplopende waarde van 2 tot 7 punten. Deze gekleurde ballen hebben elk een vaste plek (spot) op de tafel. De spelers stoten de witte bal en moeten zo steeds proberen een rode bal in een van de zes gaten (pockets) te laten verdwijnen (te 'potten'); als hen dit lukt, moeten ze op een kleur naar keuze spelen. Wordt ook die gepot, dan wordt de gekleurde bal teruggelegd op zijn plaats en moet de speler weer een rode bal spelen. Als de aangespeelde bal niet wordt gepot of als de speler een fout maakt, gaat de beurt naar de tegenstander, die weer met een rode bal moet beginnen. Als alle rode ballen weggespeeld zijn, wordt nog één keer een kleur naar keuze gepot, waarna de gekleurde ballen worden weggespeeld in de volgorde van hun waarde (geel - groen - bruin - blauw - roze - zwart). Nu worden deze ballen niet meer teruggelegd (tenzij er een fout wordt gemaakt, dan wordt een eventueel gepotte kleur wel teruggelegd).
De zwarte bal wordt ongeveer 32 centimeter boven de onderste band (top cushion) geplaatst op de laagste spot (zie ook de afbeelding hieronder). De blauwe spot bevindt zich precies op het midden van de tafel. De spot waarop de roze bal gelegd wordt, bevindt zich tussen de blauwe spot en de top cushion.
De vijftien rode ballen worden tegen elkaar aangelegd door middel van een driehoekig hulpstuk (doorgaans gemaakt van hout). De afstand tussen de roze bal op zijn spot en de rode ballen dient zo klein mogelijk te zijn, echter, zonder de rode ballen de roze te laten raken.
Aan de bovenkant van de tafel bevindt zich een dwarslijn (baulk line) met daarop een halve cirkel (de D). Vanaf de onderkant van de tafel gezien wordt links op de kruising tussen de lijn en de halve cirkel de gele bal gelegd, rechts de groene, en in het midden de bruine. Voor de positie van de laatste drie ballen wordt het Engelse ezelsbruggetje "God Bless You" gebruikt, "Green Brown Yellow" of "Groen Bruin Geel".

### Spelverloop
De witte bal (de cueball) moet door de startspeler aan het begin van het frame op een (willekeurige) plaats in de halve cirkel worden geplaatst. Een speler moet telkens eerst een rode bal spelen. Slaagt hij erin deze (correct) te potten, dan moet hij vervolgens een gekleurde bal naar keuze spelen, die hij alvorens te spelen benoemt (het zogenaamde 'callen'), tenzij het duidelijk is op welke bal gespeeld wordt. In de praktijk gebeurt het 'callen' alleen als het niet meteen duidelijk is op welke bal hij gaat spelen (bijvoorbeeld als meerdere ballen in elkaars buurt liggen), spontaan door de speler of soms op verzoek van de scheidsrechter. Wordt daarna ook de gekleurde bal gepot, dan wordt deze door de scheidsrechter teruggelegd op zijn plaats (zijn eigen spot) en moet de speler weer een rode bal proberen te potten. De rode ballen worden niet teruggeplaatst op de tafel nadat ze gepot zijn, ook als ze foutief gepot zijn of van de tafel gesprongen. Voor elke gepotte bal krijgt de speler de waarde van de bal. Zijn alle rode ballen "gepot" dan moeten daarna de gekleurde ballen in een bepaalde volgorde in de pockets worden gespeeld. 
Het aantal punten dat een speler achtereenvolgens in één beurt maakt (dus zonder een bal te missen), wordt een break genoemd. Wanneer een break beëindigd is (door een bal niet te potten of een fout te maken), is het de beurt aan de tegenstander, die ook weer met een rode bal (goed voor 1 punt) moet beginnen en daarna een gekleurde bal naar keuze. Dit gaat zo door, tot de laatste rode bal gepot is. De speler mag dan voor de laatste keer een kleur kiezen waarop hij gaat spelen. Pot hij die, dan wordt de bal teruggelegd en mag hij doorgaan. Zo niet, dan is de tegenstander aan de beurt. Nu worden alle gekleurde ballen in volgorde van hun waarde weggespeeld (achtereenvolgens geel (2 punten) - groen (3 punten) - bruin (4 punten) - blauw (5 punten) - roze (6 punten) - zwart (7 punten)).
De speler die na het potten van de laatste bal de meeste punten heeft, heeft het frame (een enkel spelletje) gewonnen. Na het potten van de zwarte bal is het spel dus voltooid, tenzij beide spelers evenveel punten hebben behaald. In dat geval wordt er een "re-spotted black ball game" gespeeld, waarbij alleen de witte cueball en de zwarte bal in het spel zijn.
De tegenspeler kan ook eerder opgeven als het puntenverschil te groot geworden is, en hij zijn tegenstander moeilijk nog tot fouten kan dwingen. Een frame is beëindigd wanneer of alle ballen gepot zijn of enkel zwart nog op tafel is, het puntenverschil groter is dan zeven punten en de speler die op dat moment mag spelen verkiest niet verder te spelen, of een fout gemaakt wordt met enkel zwart nog op tafel, of wanneer de scheidsrechter iemand een frame toewijst op grond van een andere spelregel. 
Een wedstrijd bestaat uit een vooraf vastgesteld aantal frames. De wedstrijd wordt beëindigd als een van de spelers het merendeel van de frames weet te winnen. Wanneer een wedstrijd wordt gespeeld over negentien frames (best of 19), betekent dit dat de wedstrijd beëindigd is wanneer een van de spelers tien frames heeft gewonnen. Grote wedstrijden worden vaak gespreid over meerdere sessies van bijvoorbeeld acht frames.

### Bijzonderheden
- De bal waarop gespeeld wordt (een rode bal of een niet-rode bal die men gecalld heeft), noemt men de ball-on. De speler moet deze ball-on als eerste bal raken met de cue ball. Doet hij dit niet, dan volgen er strafpunten (zie hieronder). Als de ball-on niet rechtstreeks geraakt kan worden, meestal doordat een andere bal in de weg ligt, dan spreekt men van een snooker (zie ook snooker).
- Het komt ook sporadisch voor, als de cue ball op de rand van een pocket ligt, dat de rand van de band verhindert dat de cue ball de ball-on in een rechte lijn raakt. In dat geval zegt men dat de cue ball angled is.
- Het potten van twee of zelfs meer rode ballen in één beurt is toegestaan; de speler krijgt voor elke gepotte rode bal dan een punt.
- Wanneer de spot van een gekleurde bal bezet is, wordt deze op de beschikbare spot gelegd met de hoogste waarde. Zijn alle spots bezet, dan moet de bal zo dicht mogelijk tegen zijn eigen spot aan geplaatst worden, op de lijn in het midden van de tafel, zo dicht mogelijk bij de  top cushion. Als verschillende gekleurde ballen teruggelegd moeten worden, dan heeft de bal met de hoogste waarde voorrang.
- Soms loopt een frame 'vast' en kan besloten worden tot een 're-rack'. Doorgaans gebeurt dit als een rode bal vlak voor een pocket ligt, maar beide spelers gesnookerd zijn op die bal en er verder ook geen 'makkelijk potbare' rode bal aanwezig is. Dit resulteert dan in het eindeloos met zachte stootjes spelen van de cue ball in het cluster rode ballen. Meestal komen de spelers dan een re-rack in onderling overleg overeen. Als dit niet gebeurt (bijvoorbeeld als een van de spelers een voorsprong heeft die hij niet zomaar kwijt wil raken) en de situatie blijft voortduren, dan kan de scheidsrechter aangeven dat beide spelers elk nog maximaal (bijvoorbeeld) drie kansen krijgen om de vastgelopen situatie te beëindigen, waarna de re-rack alsnog door de scheidsrechter opgelegd wordt. Het frame wordt dan gestopt, alle eventueel behaalde punten vervallen (voor beide spelers) en de tafel wordt weer in de startsituatie gebracht. Er wordt dan opnieuw begonnen met het frame, en het frame waarin de re-rack optrad, telt niet mee voor de statistieken.
- Als er een fout gemaakt wordt, terwijl enkel nog de zwarte bal op tafel ligt, is het frame voorbij. De tegenstander krijgt 7 strafpunten; de eindstand bepaalt wie het frame wint.
- Bij een gelijke stand aan het eind van een frame wordt, om te beslissen wie het frame wint, de zwarte bal teruggelegd (re-spotted black), en de cue ball ergens naar keuze in de D gelegd. Door middel van kop of munt wordt bepaald wie aan de beurt is; die speler mag kiezen of hij zelf speelt of zijn tegenstander laat spelen. Wie het eerst de zwarte bal pot, heeft het frame gewonnen. Bij een fout (de cue ball potten of de zwarte niet raken) wint de tegenstander.

### Fouten
- De cue ball wegspelen (in een pocket of zelfs van de tafel) of over een bal laten 'springen', als er nog geen andere bal geraakt was.

Een weggespeelde cue ball wordt door de tegenspeler ergens naar keuze in de D gelegd. Hij mag van daaruit naar elke kant van de tafel spelen, maar moet natuurlijk wel (als eerste) de ball-on raken.
- Géén bal raken
- Als eerste een verkeerde bal raken
- De verkeerde bal potten
- Een andere bal dan de cue ball aanraken, of de cue ball met iets anders dan de pomerans van de keu aanraken

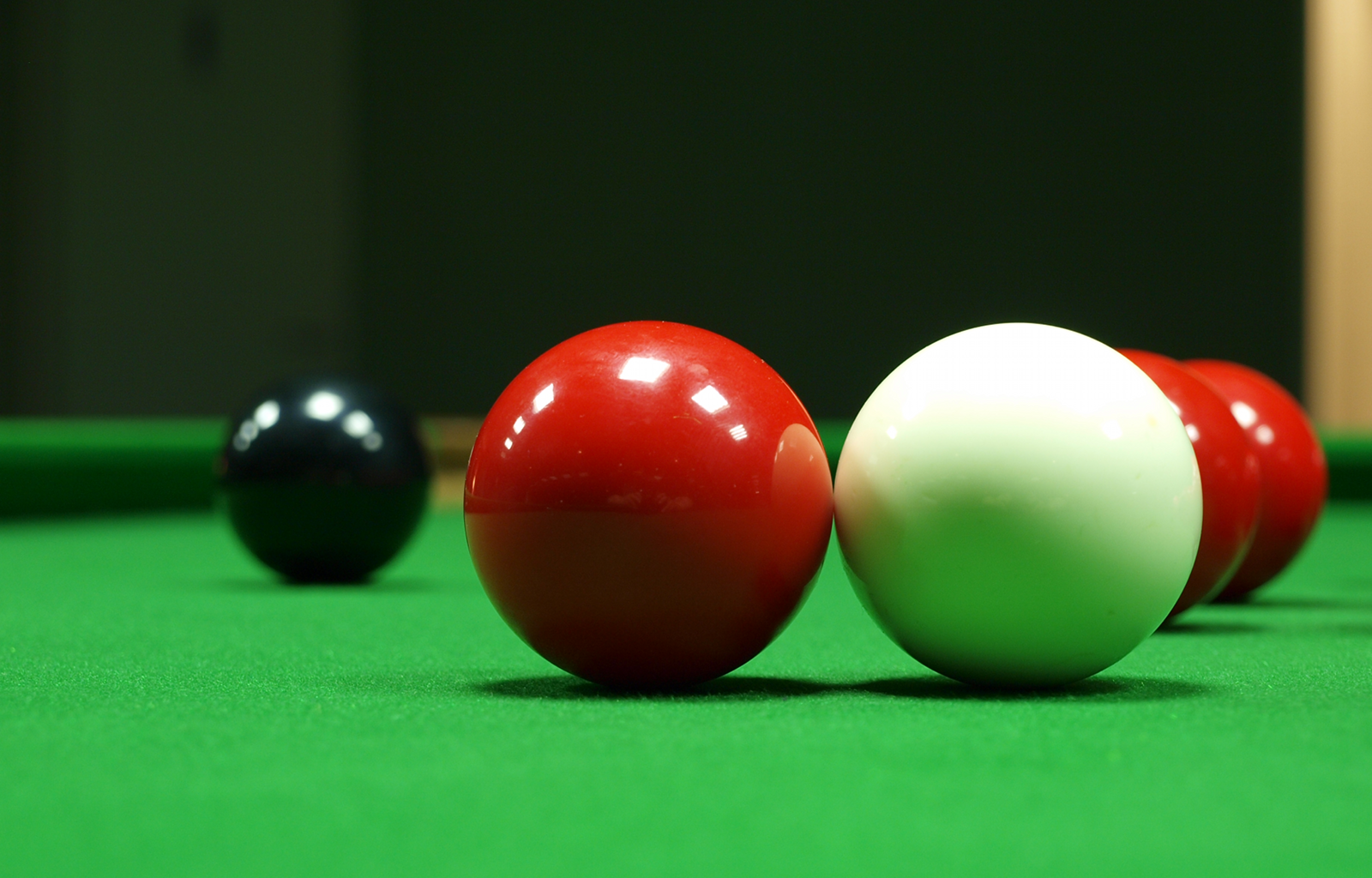
Touching ball

- Het gelijktijdig in aanraking zijn van pomerans, cue ball en de ball-on. Er mag dus niet 'doorgestoten' worden wanneer de cue ball en de ball-on erg dicht bij elkaar liggen. Raken ze elkaar, dan wordt er touching ball aangegeven en moet de speler de bal wegspelen. Hierbij mag hij ook een bal raken die niet 'on' is.
- Niet met minstens één voet de grond raken bij het uitvoeren van een stoot
- Spelen terwijl nog niet alle ballen op tafel liggen (bijvoorbeeld als een gekleurde bal nog niet teruggelegd is) of als nog niet alle ballen tot stilstand gekomen zijn

Fouten worden bestraft met strafpunten: deze worden niet afgetrokken van het puntenaantal van de speler, maar bij de score van de tegenspeler opgeteld. Het aantal strafpunten is altijd de waarde van de meest waardevolle bal die betrokken is bij de fout (de ball-on, een bal die onterecht gepot of als eerste geraakt is, enzovoorts), met een minimum van 4 punten.
Op een rode bal spelen maar niets raken, levert dus 4 strafpunten op. Wordt de zwarte bal geraakt in plaats van een andere bal, dan levert dit 7 strafpunten op. Dit geldt in volgorde ook voor de andere kleuren, maar het aantal strafpunten is altijd minimaal 4; het ten onrechte raken van bijvoorbeeld de groene bal (3 punten waard) resulteert dus ook in 4 strafpunten.
Worden er verschillende fouten gemaakt in één beurt, dan wordt het aantal strafpunten bepaald op basis van de fout die de meeste strafpunten oplevert.
Bij een fout vervallen ook eventuele punten die al gemaakt zijn bij een stoot. Als een rode bal bijvoorbeeld correct gepot wordt, maar de cue ball ook in een pocket verdwijnt, dan krijgt de speler geen punten - enkel strafpunten. De punten die eerder in de break gemaakt zijn, vervallen uiteraard niet. Heeft de speler bijvoorbeeld al 10 punten gemaakt in zijn break en maakt hij bij de volgende stoot een fout, dan krijgt hij de 10 punten, en zijn tegenstander de strafpunten van de fout.
Na de fout is de tegenspeler aan de beurt. Hij kan zijn beurt echter ook teruggeven aan de speler die de fout gemaakt heeft. In dat geval moet die speler 'opnieuw' spelen, waarbij de aanvankelijke tegenstander bepaalt of dat is vanuit de nieuw ontstane situatie, of dat alle ballen worden teruggelegd naar de situatie van vóór de fout. Dat laatste mag niet in iedere situatie; het hangt af van de gemaakte fout. Een eventuele free ball (zie hieronder) vervalt als de beurt teruggegeven wordt.
Free ball

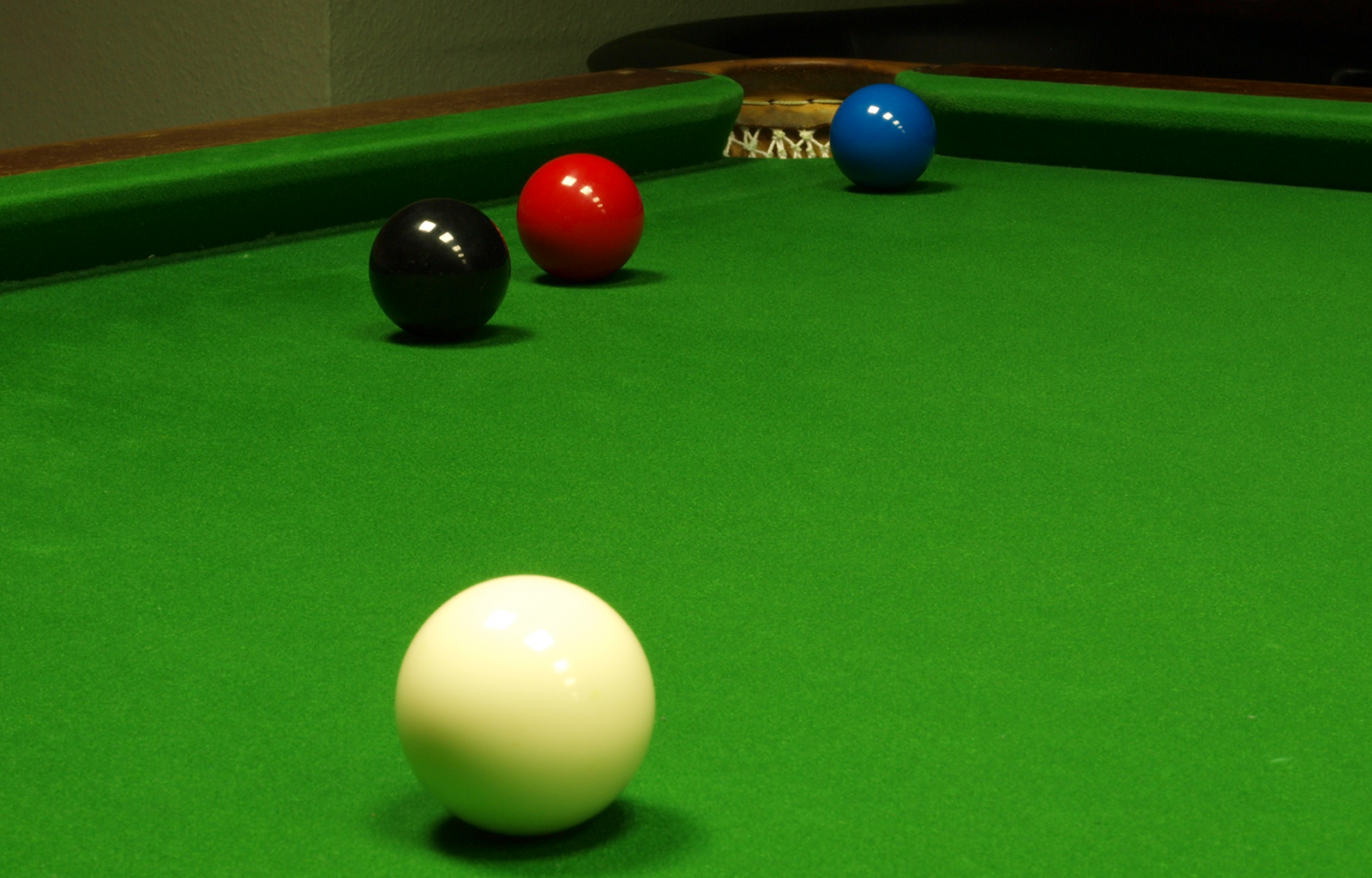
Free ball situatie

Als de bal na een fout van de speler zo komt te liggen dat de term snooker van toepassing is (de ball-on kan niet aan beide kanten rechtstreeks geraakt worden, doordat er een of meer andere ballen tussen liggen), dan wordt een free ball toegekend. De tegenspeler mag dan elke andere bal 'nomineren' als ball-on. Die bal heeft dan ook de waarde van de ball-on, ongeacht de waarde die de bal normaal gesproken heeft. Als de uitgekozen bal een gekleurde bal is, wordt deze teruggeplaatst nadat deze gepot is.
Als de free ball toegekend wordt voor een rode bal (als de speler normaal dus moest spelen op een rode bal), dan mag de speler op een gekleurde bal spelen als hij de free ball gepot heeft, ook wanneer een gekleurde bal als free ball is uitgekozen.

## Materiaal en techniek

### De tafel
De afmetingen van een snookertafel zijn groter dan bij gewone carambole- of pooltafels. In de standaarduitvoering (waarop officiële wedstrijden gespeeld worden) is een snookertafel 11 voet 8½ inch lang en 5 voet 10 inch breed, en is de bovenkant van de band 2 voet 10 inch boven de vloer (alle maten met een tolerantie van een halve inch). In het metrisch stelsel komt dit overeen met 3,569 bij 1,778 meter en een hoogte van 0,864 meter, met een tolerantie van ongeveer 13 millimeter. De snookertafel is voorzien van zes pockets: dit zijn gaten met daaronder een net waar de ballen in gespeeld moeten worden, een in iedere hoek en in het midden van de twee lange banden.
Op 29 inch (73,7 centimeter) van de korte benedenband en evenwijdig daaraan ligt een dwarslijn, de baulk line genoemd. De ruimte tussen deze baulk line en de benedenband wordt 'baulk' genoemd. In baulk ligt de D, een halve cirkel met als centrum het midden van de baulk line en met een straal van 11½ inch (29,2 centimeter).
Op de denkbeeldige middenlijn over de lengte van de tafel liggen vier punten waarop een bal geplaatst kan worden:
- de 'Spot' (bekend als de zwarte spot) op 12¾ inch (32,4 centimeter) van de bovenband;
- de 'Centerspot' (bekend als de blauwe spot) precies in het midden van de tafel;
- de 'Pyramidespot' (bekend als de roze spot) precies in het midden tussen de bovenband en de centerspot;
- de bruine spot op het midden van de baulk line.

Verder bevinden zich nog twee spots aan weerszijden van de bruine spot op de baulk line, op de hoekpunten van de D. Gezien vanaf de benedenband is de spot op het rechterhoekpunt bekend als de gele spot; die op het linkerhoekpunt is bekend als de groene spot.
Het laken op een snookertafel heeft - in tegenstelling tot de lakens bij biljart en pool - een vleug: de haartjes van het laken staan een bepaalde kant op. Zelfs als de witte bal op precies dezelfde manier wordt geraakt, zal die vleug zorgen voor een andere baan, afhankelijk van of de bal richting de zwarte spot of richting de baulk line wordt gespeeld.

### De ballen
Snooker wordt gespeeld met 22 ballen met een diameter van 52,50 ± 0,05 millimeter, kleiner dan de ballen voor carambole en pool. Zij dienen allemaal een gelijke massa te hebben, waarbij binnen een set ballen een maximaal verschil van 3 gram is toegestaan. De ballen worden bij aanvang van het spel in de hier getoonde opstelling op de tafel geplaatst, met de witte speelbal op een door de speler zelf gekozen plaats binnen de D (de halve cirkel):

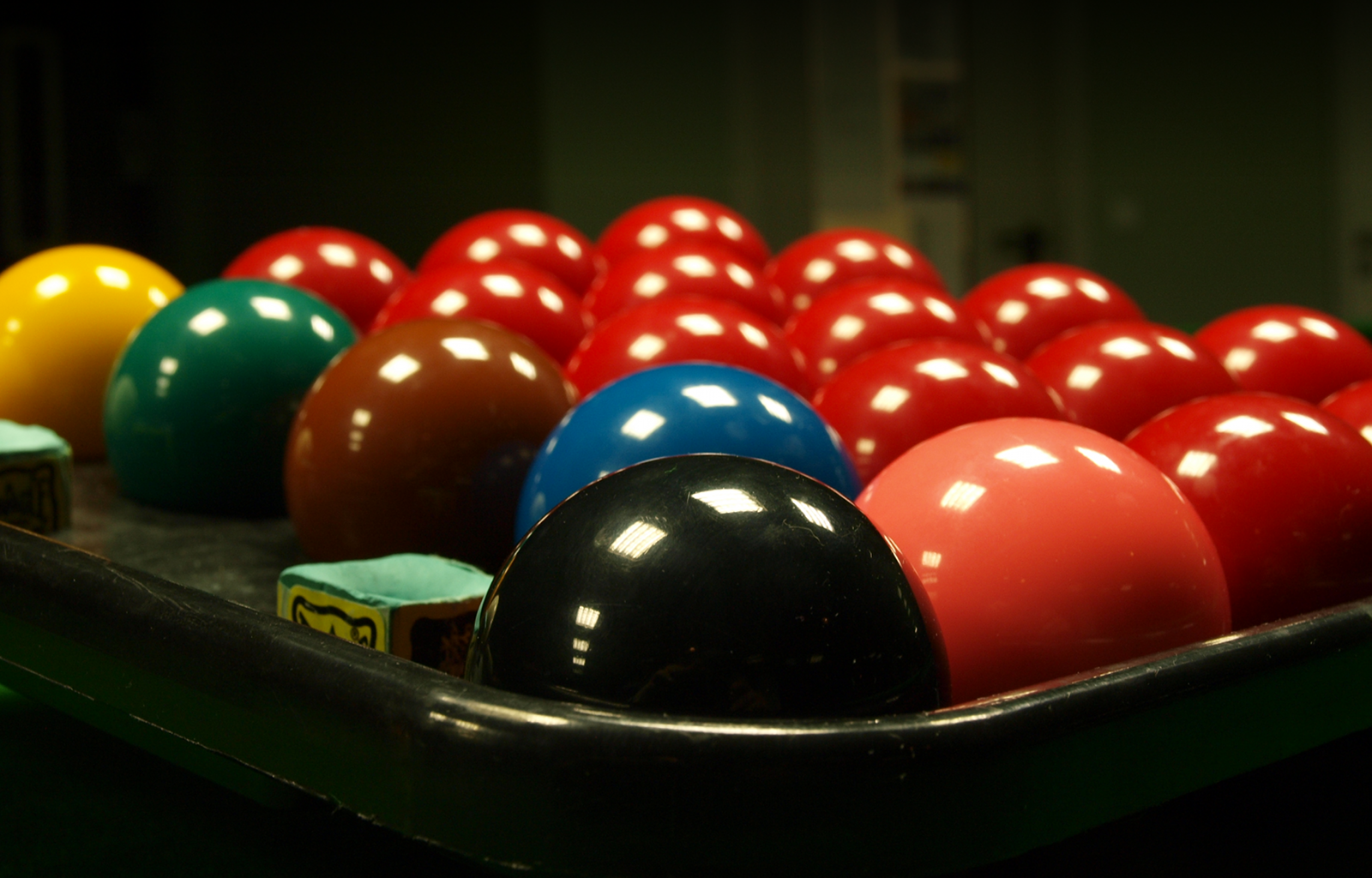
Snookerballen

- Wit = cue ball (speelbal)
- Rood = 1 punt (15 stuks)
- Geel = 2 punten
- Groen = 3 punten
- Bruin = 4 punten
- Blauw = 5 punten
- Roze = 6 punten
- Zwart = 7 punten

### De keu

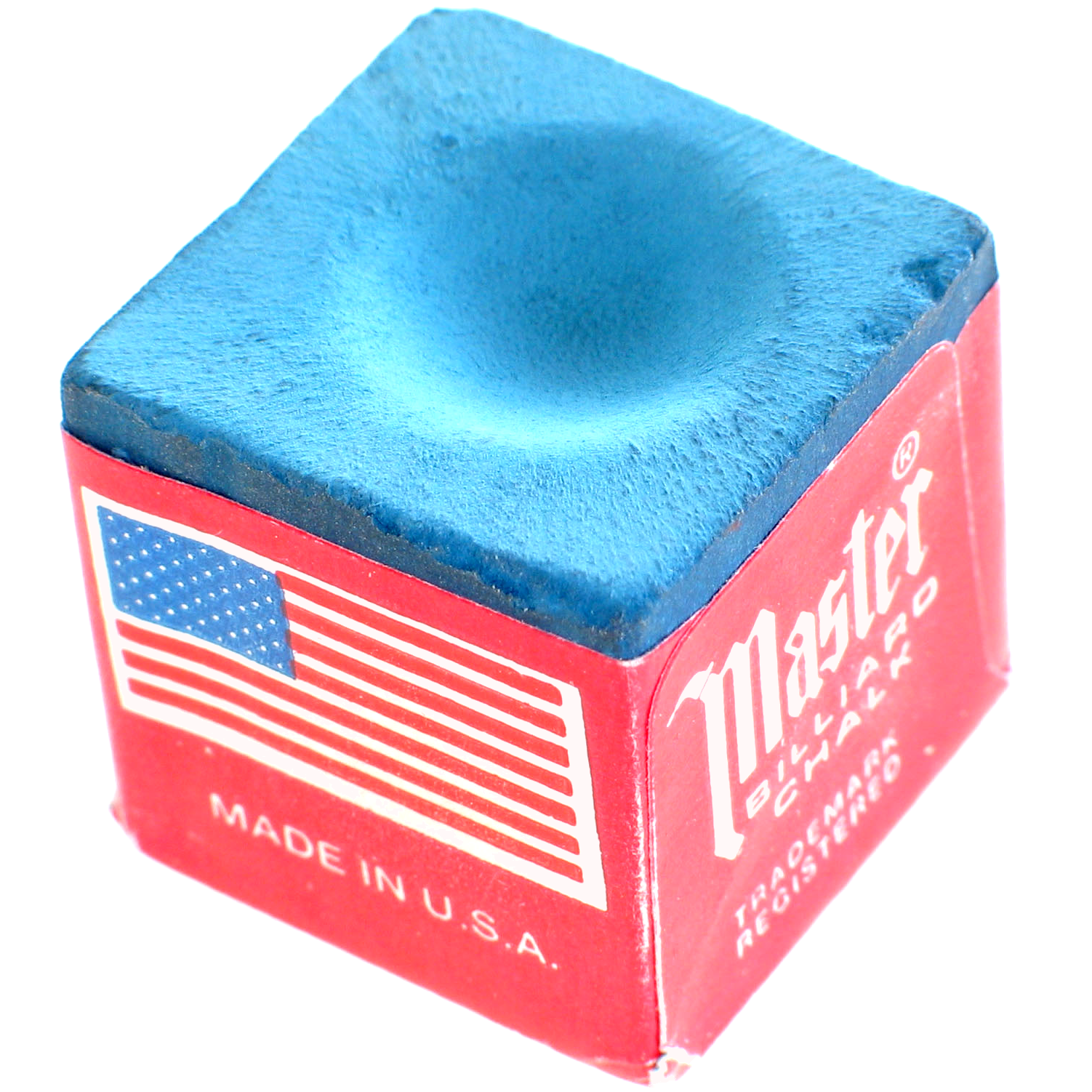
Blauw krijtje voor goed contact met de cueball

De keu is het belangrijkste instrument voor een speler: het is de verlenging van zijn arm. De keu mag niet korter zijn dan 3 voet (ongeveer 91,44 centimeter) en mag geen grote verschillen vertonen met de algemeen aanvaarde vorm. Een keu bestaat uit een zwaarder onderstuk, de grip, een dunner en lichter eind en de pomerans op het uiteinde, het 'stootkussentje'. De pomerans bestaat uit leer en heeft een ovale of min of meer ronde vorm. Op de pomerans wordt (gewoonlijk blauw) krijt aangebracht voor een goed contact met de cue ball. Op hoger niveau krijten spelers hun pomerans na bijna elke stoot, maar het is hoe dan ook aan te raden om het krijtje te gebruiken om de paar shots.
De meeste 'gewone' cafékeus bestaan uit één stuk (deel); persoonlijke keus bestaan meestal uit twee tot vier delen, omdat de keu zo gemakkelijker te vervoeren is. Bijna alle gevorderde en professionele spelers met een eigen keu gebruiken tegenwoordig meerdelige keus, maar vroeger was dat anders. In het begin van de jaren 80 begonnen de meeste professionele spelers met een meerdelige keu te spelen. Zulke keus zijn niet per se slechter dan keus die uit één stuk bestaan. Het is alleen belangrijk dat het mechanisme waarmee de verschillende delen samengehouden worden (meestal schroefdelen) goed blijft werken en niet gaat krommen. Bij een normale behandeling van de keu zou dat echter geen probleem moeten zijn.
Het is belangrijk een goede keu te hebben om accuraat te kunnen spelen. Een keu mag eerst en vooral niet krom zijn: dit kan gecontroleerd worden door de keu schuin omhoog te houden en vanaf de onderkant te kijken of deze bovenaan niet afgebogen is. Een andere methode is de keu even te laten rollen over de tafel: als hij onregelmatig rolt (lichtjes opspringt), dan is hij waarschijnlijk krom. Een keu wordt het best rechtopstaand of in een koffertje bewaard. Een keu die schuin tegen de muur geplaatst wordt, zal na verloop van tijd krom worden.
Voor wie op hoger niveau wil gaan spelen, is een eigen keu vrijwel onmisbaar. De keus in snookercafés zijn vaak niet altijd even goed, en het is niet bevorderlijk voor het spel om elke keer met een andere keu te moeten spelen. Een goede basiskeu kost 50 tot 100 euro, (semi)professionele modellen kosten een veelvoud daarvan. Een dure en als 'professioneel' aangeprezen keu is overigens niet per definitie beter dan een goedkoper model; Stephen Hendry heeft bijvoorbeeld de meeste van zijn grote titels behaald met een keu van zo'n 50 euro.

### De brug

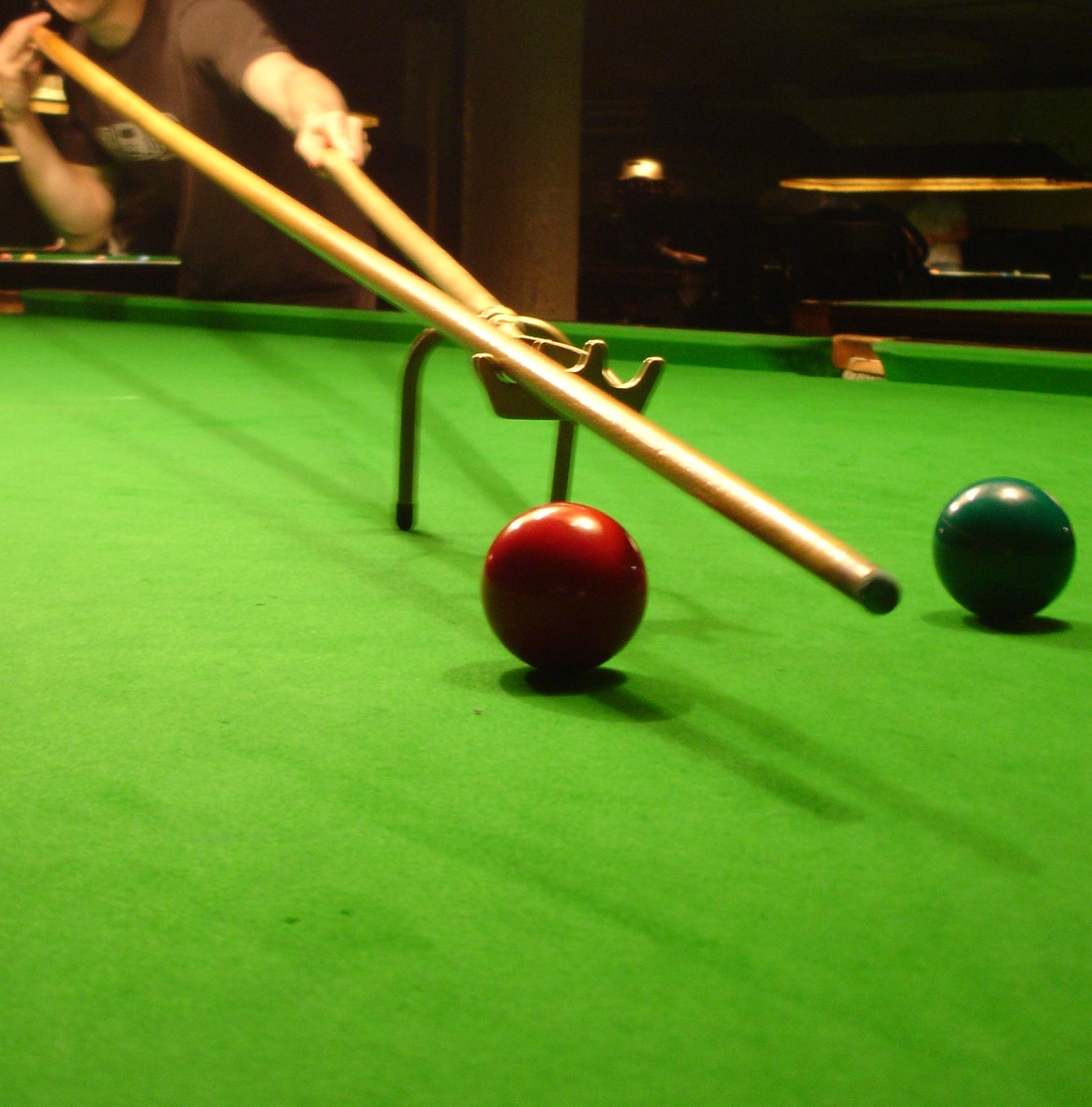
Een spider gebruikt als brug

De brug (in het Engels ook wel de bridge hand genoemd) is de manier waarop de speler zijn hand plaatst om de keu erover of erin te laten bewegen. In principe maakt het weinig uit welke brug gebruikt wordt, zolang de keu er maar stabiel over of in kan bewegen. Slechts een geringe beweegruimte of instabiliteit kan er al voor zorgen dat een stoot verkeerd gaat.
De meeste spelers vormen een 'V' tussen de bovenste knokkel van hun wijsvinger en hun duim, en laten de keu door deze V 'glijden'. De duim wordt hiervoor omhoog gedrukt tegen de wijsvinger, en de drie andere vingers worden gespreid en opgespannen en met min of meer gelijke openingen tussen de vingers op de tafel gelegd.

### Hulpstukken
Bij een snookertafel zijn normaal gesproken verschillende hulpstukken aanwezig. Deze worden gebruikt als het moeilijk of onmogelijk is een brug te vormen met de hand. De meest gebruikte hulpstukken:

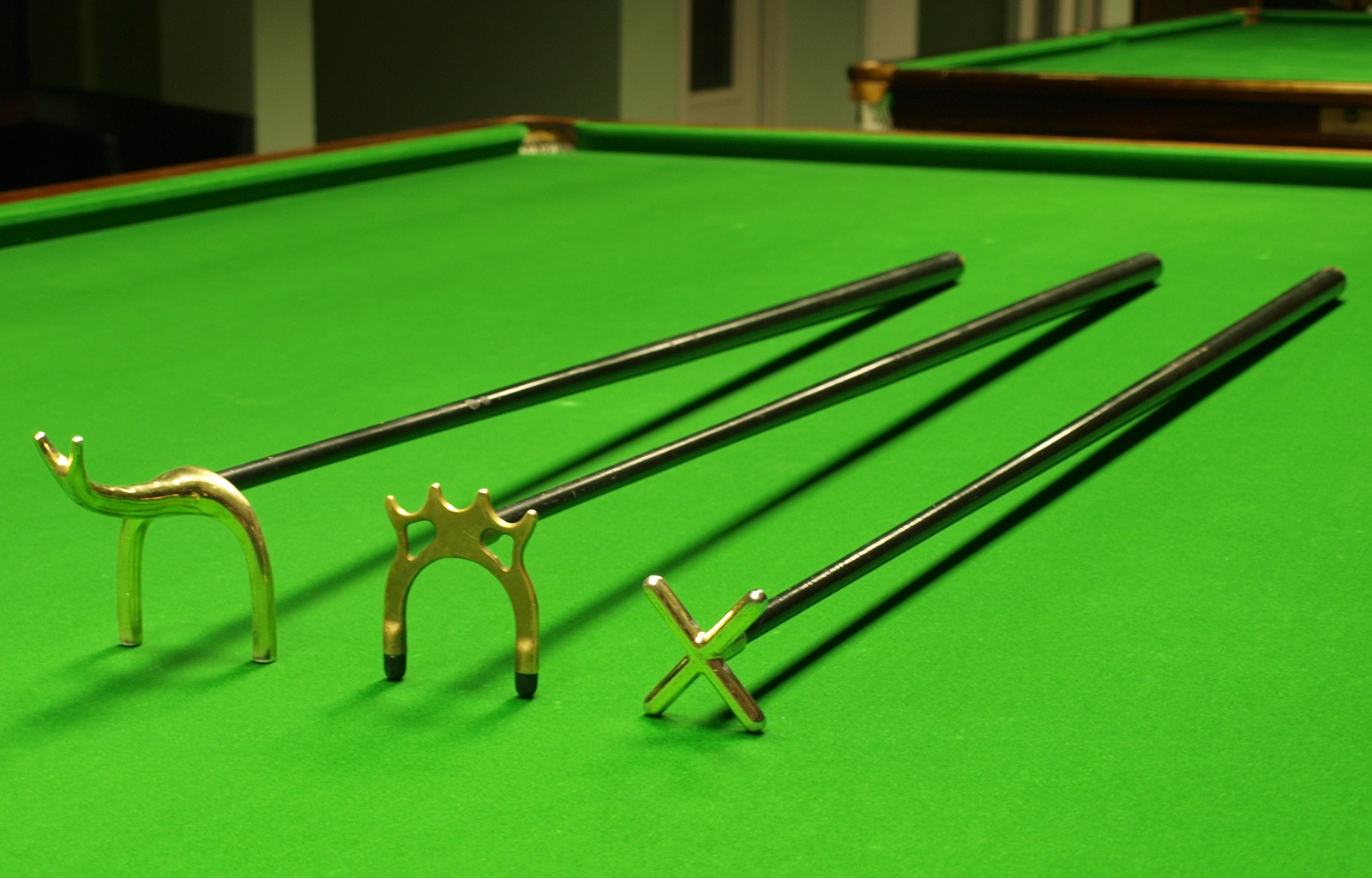
Swan neck, spider, rest

- Rest: heeft een kruisvormig uiteinde en is normaal iets korter dan de breedte van de tafel. Dit hulpstuk wordt het meest gebruikt, met name wanneer de cue ball net iets te ver ligt om hem stabiel te kunnen stoten.
- Hook rest: heeft net als de rest een kruisvormig uiteinde, maar dit uiteinde is bevestigd aan een soort haak. Met de hook rest kan om of over een aantal ballen heen gespeeld worden.
- Spider: heeft een verhoogd uiteinde met drie 'gleuven'. De spider wordt gebruikt in situaties waarin er een of meer ballen voor de cue ball liggen, waardoor de speler er moeilijk bij kan. Er is ook een spider waarvan het uiteinde een stuk uitsteekt, de extended spider.
- Swan neck: heeft een uiteinde dat naar boven gebogen is, wat doet denken aan een zwanenhals. De swan neck wordt in ongeveer dezelfde situaties gebruikt als de (extended) spider: wanneer er verschillende ballen voor de cue ball liggen, waardoor deze moeilijk te bereiken is.
- Full butt: een lang verlengstuk met een uiteinde dat drie brede 'gleuven' heeft, met een bijpassende lange keu. Op hoger niveau wordt dit hulpstuk nauwelijks nog gebruikt - de meeste spelers geven de voorkeur aan de extended rest of eigen extension (bijvoorbeeld extenda).

De twee rests bevinden zich aan de korte zijde van de tafel, de full butts aan de lange zijde. De spider, extended spider en swan neck bevinden zich in de regel onder de tafel, in ieder geval in de buurt van de tafel. De swan neck is niet overal beschikbaar, en de extended rest en hook rest zijn bijna alleen op professionele toernooien te vinden.

### De houding
Wanneer een bal direct in een pocket gespeeld moet worden, is het verstandig om met de kin recht boven de keu te hangen, zodat het lichaam een hoek van ongeveer 90 graden vormt. Een goede houding is in ieder geval belangrijk om de rug niet te zwaar te belasten. De speler blijft het best met zijn twee voeten op de grond (het achterste been liefst gestrekt), tenzij de spelsituatie dat niet toelaat (bijvoorbeeld wanneer de cue ball ver van de band ligt). Volgens het reglement moet de speler altijd met minstens één voet de grond raken.
In de varianten van carambole en pool buigen de spelers veel minder, aangezien de ballen niet in pockets gespeeld worden en omdat er behoefte is aan een beter 'overzicht'. In het snooker is deze houding soms bruikbaar wanneer via de band gespeeld moet worden.
Bij het richten en uitvoeren van een stoot is het belangrijk dat de bovenarm recht naar de grond wijst, omdat het anders moeilijk is om de cue ball in een rechte lijn te raken. Elke stoot kan dan ook verkeerd gaan met een slechte houding van de (onder)arm.
Verder is het belangrijk zo min mogelijk te bewegen bij het uitvoeren van een stoot; in het ideale geval beweegt een speler alleen zijn arm. Veel spelers (met name beginners) hebben ook de neiging om na of zelfs tijdens het stoten direct op te staan, maar dit draagt beslist niet bij aan een goede techniek.

## Gevorderde speltechnieken

### Breaks
Hoe goed een speler is, wordt meestal afgemeten aan de breaks die hij kan maken. Een break is het aantal punten dat een speler in één beurt scoort, dus waarbij elke opeenvolgende bal gepot wordt. Om goede breaks te maken, is de positie van de cue ball zeer belangrijk. Het kunnen potten van een bal is één, maar nog belangrijker voor het voortzetten van de break is de positie van de cue ball voor de volgende stoot. Om een goede positie te verkrijgen kan (moet) effect gebruikt worden (zie hieronder). Ook belangrijk hierbij is hoe hard gestoten wordt. Hoe harder de cue ball gestoten wordt, hoe verder hij zal rollen na een andere bal te hebben geraakt.
Een break van 100 punten of meer wordt een century break genoemd.

#### Maximum
De hoogste break die in de praktijk bereikt kan worden, is 147 punten. In het snookerjargon wordt dit meestal een maximum of 147 genoemd. Een maximumbreak wordt verkregen door na elke rode bal een zwarte te potten, en vervolgens alle kleuren te potten. Een maximum wordt beschouwd als het resultaat van een perfecte beheersing van het spel.
De meeste topspelers maken op de oefentafel regelmatig een maximum, maar in de competitie en op toernooien is een maximum vrij uitzonderlijk. Het maken van een maximum wordt dan ook altijd op een staande ovatie onthaald en met felicitaties van de tegenspeler, scheidsrechter en eventuele andere spelers. Op de rankingtoernooien is er meestal ook een flinke prijs voor.
De snelste maximumbreak in de geschiedenis is gemaakt door Ronnie O'Sullivan in het wereldkampioenschap van 1997, in 5 minuten en 8 seconden. Voor een 'gewone' century is dit al een vrij uitzonderlijke tijd.
In theorie is ook een break van maximaal 155 punten mogelijk: hiervoor dient een speler eerst een fout te begaan waarbij alle rode ballen nog aanwezig zijn, en waarna de andere speler een free ball krijgt toegewezen. Pot hij vervolgens de free ball als extra rode en daarna zwart, en vervolgens alle rode met zwarte ballen en alle kleuren (in volgorde), dan heeft hij een break van 155. De hoogste break die op een dergelijke manier in een officieel toernooi gemaakt is, is 148; door Jamie Burnett in de kwalificatie voor het Brits kampioenschap van 2004.

### Safety play
Lang niet elke snookerwedstrijd wordt beslist met grote breaks. Vaak is er ook veel safety play te zien; dit betekent dat spelers geen mogelijkheid zien om aan een aardige break te beginnen en dan maar een safety shot uitvoeren, waarbij ze het hun tegenstander zo moeilijk mogelijk proberen te maken. De meest geliefde zone van de tafel voor safety shots is de baulk (het gedeelte achter de baulk line) als er daar in de buurt geen rode ballen liggen. Ideaal is het wanneer de cue ball uiteindelijk zo dicht mogelijk tegen de band terechtkomt of - nog beter - wanneer hij achter de gele, bruine of groene bal terechtkomt. In veel wedstrijden zien we een uitwisseling van safety shots, tot een van beide spelers een minder geslaagde stoot uitvoert, en de andere speler daar vervolgens gebruik van maakt.

#### De missregel
Het ideale safety shot is een stoot waarbij de tegenspeler gesnookerd wordt, en wanneer hij de ball-on dus niet rechtstreeks kan raken. De tegenspeler moet dan via de band (of met een swerveshot, zie effect) de ball-on zien te raken. Slaagt hij hier niet in (doordat hij een andere bal of geen bal raakt), dan krijgt de tegenspeler de waarde van de ball-on, of de waarde van de geraakte bal indien deze meer waard is.
Meestal geeft de scheidsrechter dan een miss aan. De missregel wordt in principe toegepast wanneer de speler naar de mening van de scheidsrechter niet genoeg moeite heeft gedaan om de ball-on te raken. Dit is mede afhankelijk van de moeilijkheidsgraad van het raken van deze bal. In de praktijk zal de scheidsrechter bij niet al te moeilijke snookers een miss blijven aangeven tot de ball-on geraakt is (of zeer nipt gemist).
De tegenspeler mag bij zo'n miss kiezen of hij zelf gaat spelen zoals de ballen ervoor liggen (dat gebeurt meestal alleen als ze gunstig liggen) of dat de tegenspeler opnieuw moet spelen. Dit kan vanuit de positie waarin de ballen na de fout liggen (de beurt doorgeven), maar meestal vraagt de speler om de cue ball en om andere geraakte ballen terug te leggen in hun oorspronkelijke positie.
Slaagt de speler er opnieuw niet in om een de bal te raken, dan krijgt hij weer strafpunten en zal de scheidsrechter mogelijk nogmaals een miss uitspreken.
Noot:
De missregel wordt meestal niet gebruikt in amateursnooker, al dan niet met scheidsrechter, tenzij dit van tevoren afgesproken is. Dit komt doordat het niveau van professionele spelers hoger ligt, zodat zij door de ball-on met opzet te missen, voordeel kunnen behalen uit de situatie.
In amateursnooker is het wel gebruikelijk dat een speler zijn tegenspeler opnieuw kan laten spelen als die een fout maakt. Dit kan een gemiste bal zijn, maar ook bijvoorbeeld een cue ball die in een pocket terecht is gekomen.

### Effect
Een speler kan verschillende soorten effect (Engels: spin) op de cue ball zetten. De bedoeling hiervan is de cue ball in een bepaalde richting te laten bewegen nadat deze een andere bal geraakt heeft. Dit kan handig zijn om te vermijden dat de cue ball met een andere bal een pocket in rolt, om de tegenspeler een snooker te bezorgen of om de cue ball in goede positie te plaatsen om een volgende bal te potten.
In tegenstelling tot biljart- en pooltafels, waar het laken spiegelglad is, is het laken van een snookertafel licht harig (100% wol). Het niet in het midden raken van de cue ball heeft daardoor invloed op de weg die deze aflegt voordat er van een botsing met andere ballen sprake is. Hiervan wordt gebruikgemaakt bij het swerveshot, waarbij de cue ball om de hindernisballen heen wordt gebogen om uit een snooker te raken.
Als er zogenaamd 'stun'-effect wordt gebruikt (de cue ball moet hiervoor juist onder het midden geraakt worden), zal de cue ball (in een rechte lijn) weinig of niet meer bewegen nadat hij een andere bal geraakt heeft of in de natuurlijke hoek doorrollen (wanneer een bal onder een bepaalde hoek geraakt wordt). Vanwege de rolenergie zal de bal verder doorrollen in de richting van de stoot naarmate de botsing met de andere bal verder van de stootlocatie af plaatsvindt. Eventuele backspin (zie hieronder) wordt geleidelijk omgezet in topspin. Om stun of zelfs backspin (trekbal) te bereiken op een langere afstand, moet de cue ball dus laag en hard gespeeld worden, afhankelijk van de afstand.
Deze effecten worden regelmatig gebruikt:
- Topspin: hiervoor moet de cue ball aan de bovenkant geraakt worden. De cue ball zal verder bewegen nadat hij een andere bal geraakt heeft; bij een rechte stoot zal deze de gespeelde bal achternagaan. In tegenstelling tot bij biljart is dit effect bij snooker minder nodig naarmate de object ball verder weg ligt, want eventuele backspin gaat hoe verder hoe meer verloren en wordt 'omgezet' in topspin.
- Stun runthrough: de cue ball wordt net boven het midden aangespeeld en rolt weinig door na het raken van de object ball.
- Backspin: hiervoor moet de cue ball aan de onderkant geraakt worden (een zogenaamd screwshot of trekbal). De cue ball zal terugkomen nadat hij een andere bal geraakt heeft. Dit lukt beginnende snookerspelers alleen als de gespeelde bal betrekkelijk dichtbij ligt. Zelfs bij de topspelers wordt vaak geapplaudisseerd als ze het trekeffect over meer dan de halve tafel 'in de bal kunnen houden'. Er wordt dan door commentatoren gesproken van een 'tremendous cuepower'.

Daarnaast kan de cue ball ook aan de linker- of rechterkant geraakt worden (sidespin). Dit kan handig zijn als de speler bijvoorbeeld via de band moet spelen om de ball-on te raken. Als de bal aan de linkerkant geraakt wordt, zal deze feller naar de linkerkant terugkaatsen op de band en vice versa. Op snookertafels wordt met name bij zijeffect duidelijk dat het laken niet spiegelglad is. Als de cue ball ver links geraakt wordt, zal deze eerst wat meer naar rechts gaan dan de richting van de keu, en daarna naar links afbuigen. Het is alleen aan de betere snookerspelers gegeven om goed in te kunnen schatten waar je de cue ball bij een bepaalde afstand tot de object ball op moet richten om, met zulk effect, toch de botsingshoek voor elkaar te krijgen die gewenst is.
De hoek bij 'stun' is ongeveer 90°. Een cue ball met stun zal dus loodrecht verder rollen ten opzichte van de lijn tussen de gespeelde bal en de pocket waar hij naar gespeeld is. Bij gebruik van topspin zal de hoek kleiner zijn (de bal rolt verder door), bij backspin groter (de bal rolt een stukje terug).
Hoe 'dunner' de gespeelde bal geraakt wordt, hoe meer snelheid de cue ball zal behouden. Dat verklaart ook waarom de cue ball in een rechte lijn, met stun, blijft liggen na aanraking van de gespeelde bal; alle bewegingsenergie is in die bal overgegaan. Het is voor een break meestal dan ook slecht als de cue ball en de te spelen bal in lijn met de pocket liggen; met top- en backspin kan de cue ball wel iets verder rollen of terugrollen, maar het is moeilijk om hem naar links of rechts te krijgen.

## Omgangsvormen en fair play
Snooker staat bekend als een sport met vrij strikte omgangsvormen en een traditie van fair play. Volgens de omgangsvormen gedragen de spelers zich als gentlemen, onder meer door elkaar en de scheidsrechter voor en na een wedstrijd een hand te geven, zich niet opvallend te beklagen over het geluk van de tegenstander, enzovoort. De meeste spelers tonen ook fair play, onder andere door fouten die ze maken zelf aan te geven als de scheidsrechter ze niet gezien heeft. Een speler die onbedoeld een correcte bal pot ('fluke'), verontschuldigt zich bij de tegenstander door de hand op te steken. Wanneer een speler de cue ball goed speelt en op een moeilijke plaats achterlaat voor de tegenspeler, wordt er regelmatig een compliment gemaakt door met de hand of de keu op de rand van de tafel te tikken.
In de meeste competities en toernooien gelden ook vrij strikte kledingvoorschriften: de speler moet verschijnen in een net hemd (bij voorkeur met een lange mouw), een vestje, een nette zwarte broek en keurige schoenen. Ook een strikje (of das) is meestal verplicht.
De laatste jaren zijn de omgangsvormen en traditie minder strikt geworden, onder andere om meer jonge spelers aan te trekken. Sommige spelers dragen bijvoorbeeld geen strikdas meer. 'Rebellen' als Ronnie O'Sullivan relativeren de omgangsvormen bovendien; O'Sullivan verbergt z'n gezicht bijvoorbeeld weleens achter een handdoek als hij even een dipje heeft tijdens een match.

## Scheidsrechter
Een scheidsrechter is meestal enkel aanwezig op grotere toernooien en belangrijke competitiewedstrijden. Hij houdt het hele spelverloop nauwgezet in de gaten en kijkt of alles reglementair verloopt. Daarnaast plaatst hij ook gekleurde ballen terug, vermeldt hij na elke gepotte bal hoe hoog de break van de speler al is en maakt hij ballen schoon op verzoek van een speler. Hij reikt (op professionele toernooien) de speler ook hulpstukken aan (behalve de gewone rest, die neemt de speler zelf) en plaatst deze terug, al is dit in principe de verantwoordelijkheid van de speler. Het bijhouden van de score wordt gedaan door de marker, als die aanwezig is.
Als er geen scheidsrechter is, neemt de speler die niet aan de beurt is zijn taken over. Hij plaatst dus de gepotte gekleurde ballen terug, houdt de break van zijn tegenstander bij, enzovoort. Het is wel zo dat spelers doorgaans hun score zelf bijwerken als er geen scheidsrechter of marker is.
Bij de professionele rankingtoernooien zijn er zes vaste scheidsrechters, waaronder twee Nederlanders: de van origine Rotterdamse Jan Verhaas en Johan Oomen (Almere).

## Topniveau

### Grote toernooien
De ranking van de topspelers is gebaseerd op de resultaten die zij behalen in de officiële toernooien. Het hoogtepunt van deze toernooien is het World Snooker Championship, dat gespeeld wordt in het Verenigd Koninkrijk, net als de meeste andere toernooien. Daarnaast zijn er nog toernooien die niet meetellen voor de ranking, maar toch veel prestige hebben. De bekendste hiervan zijn de Masters en vroeger het populaire Pot Black.
De lijst van officiële rankingtoernooien van het seizoen 2018/2019 ziet er zo uit, in chronologische volgorde:
| Kampioenschap              | Land          |
| -------------------------- | ------------- |
| Riga Masters               | Letland       |
| Indian Open                | India         |
| World Open                 | China         |
| Paul Hunter Classic        | Duitsland     |
| Shanghai Masters           | China         |
| European Masters           | Roemenië      |
| English Open               | Engeland      |
| International Championship | China         |
| Irish Open                 | Noord-Ierland |
| UK Championship            | Engeland      |
| Scottish Open              | Schotland     |
| German Masters             | Duitsland     |
| World Grand Prix           | Engeland      |
| Welsh Open                 | Wales         |
| Snooker Shoot-Out          | Engeland      |
| Gibraltar Open             | Gibraltar     |
| Players Championship       | Wales         |
| China Open                 | China         |
| World Snooker Championship | Engeland      |

In de belangrijkste toernooien wordt tot 2 miljoen euro prijzengeld verdeeld. Er zijn prijzen voor hen die het verst komen in het toernooi, maar ook andere prijzen zoals die voor de hoogste break of een maximum break (meestal is dat een auto).

#### Verslaggeving
De BBC zendt op BBC Two de belangrijkste rankingtoernooien uit, gedeeltelijk samengevat en gedeeltelijk rechtstreeks. De halve finales en finale worden meestal volledig rechtstreeks uitgezonden. Commentaar en bespreking worden gegeven door ex-wereldkampioenen en andere experts (onder meer Steve Davis, Stephen Hendry, John Parrott, Dennis Taylor en Willie Thorne), en er zijn ook kleine reportages over snooker zelf. Op de interactieve service BBCi worden de wedstrijden volledig rechtstreeks uitgezonden.
Op Eurosport worden alle rankingtoernooien grotendeels rechtstreeks uitgezonden, maar er wordt minder aandacht besteed aan commentaar en bespreking.
De Malta Cup en China Open worden ook door de lokale televisie verslagen.

### Topspelers
Volgens het aantal gewonnen rankingtitels zijn Stephen Hendry en Ronnie O'Sullivan de beste snookerspelers, met elk 36 rankingtitels. Op de tweede plaats komt Steve Davis met 28 rankingtitels. Verder volgen John Higgins met 25 en Mark Williams met 18 titels.

#### Wereldkampioenen
- 2025 - Zhao Xintong
- 2024 - Kyren Wilson
- 2023 - Luca Brecel
- 2022 - Ronnie O'Sullivan
- 2021 - Mark Selby
- 2020 - Ronnie O'Sullivan
- 2019 - Judd Trump
- 2018 - Mark Williams
- 2017 - Mark Selby
- 2016 - Mark Selby
- 2015 - Stuart Bingham
- 2014 - Mark Selby
- 2013 - Ronnie O'Sullivan
- 2012 - Ronnie O'Sullivan
- 2011 - John Higgins
- 2010 - Neil Robertson
- 2009 - John Higgins
- 2008 - Ronnie O'Sullivan
- 2007 - John Higgins
- 2006 - Graeme Dott
- 2005 - Shaun Murphy
- 2004 - Ronnie O'Sullivan
- 2003 - Mark Williams
- 2002 - Peter Ebdon
- 2001 - Ronnie O'Sullivan
- 2000 - Mark Williams
- 1999 - Stephen Hendry
- 1998 - John Higgins
- 1997 - Ken Doherty
- 1996 - Stephen Hendry
- 1995 - Stephen Hendry
- 1994 - Stephen Hendry
- 1993 - Stephen Hendry
- 1992 - Stephen Hendry
- 1991 - John Parrott
- 1990 - Stephen Hendry
- 1989 - Steve Davis
- 1988 - Steve Davis
- 1987 - Steve Davis
- 1986 - Joe Johnson
- 1985 - Dennis Taylor
- 1984 - Steve Davis
- 1983 - Steve Davis
- 1982 - Alex Higgins
- 1981 - Steve Davis
- 1980 - Cliff Thorburn
- 1979 - Terry Griffiths

#### Andere huidige en vroegere topspelers
- Paul Hunter
- Matthew Stevens
- Stephen Maguire
- Stephen Lee
- Jimmy White
- Ray Reardon
- Joe Davis
- Ding Junhui
- James Wattana
- Mike Hallet
- Steve James
- Dominic Dale
- Judd Trump
- Jack Lisowski
- Barry Hawkins
- Ricky Walden

## Snookerjargon
- Baulk: het deel van de tafel achter de baulk line
- Baulk line: de dwarslijn boven de D
- Break: het aantal punten dat een speler maakt tijdens één beurt, dus waarbij bij elk shot een pot gemaakt wordt
- Cannon of carom (van carambola): het doorsturen van de witte bal naar een ander doel na het potten
- Century: een score van 100 punten of meer in één break
- Cue ball: witte speelbal
- Cushion: de band aan de rand van de tafel
- D: de halve cirkel onder de dwarslijn
- Double: een bal potten door hem eerst naar de band te spelen
- Double kiss: cue ball en ball-on raken elkaar twee keer
- Fluke: een gelukstreffer, een bal die gepot wordt zonder dat men het verwacht had
- Foul: fout, bijvoorbeeld het potten van de witte bal, van de verkeerde bal, of het niet raken van de ball-on.
- Frame: te vergelijken met een set in tennis, dus één volledig spel
- In off: na het potten van een rode bal verdwijnt ook de witte bal in een pocket
- Keu: houten stok waarmee de cue ball gestoten wordt
- Marker: 'tweede' scheidsrechter; houdt de score bij en helpt de hoofdscheidsrechter
- Maximum: een break van 147 punten (15 * 1 + 15 * 7 + 27 = 147 punten), het maximale aantal dat behaald kan worden in een break. Een break van 155 kan gehaald worden, wanneer een speler een vrije bal mag kiezen na een foul van de tegenspeler. Als dan alle rode ballen gesnookerd liggen, dan mag hij een gekleurde bal als rood kiezen. Hij heeft dan in wezen zestien in plaats van vijftien rode ballen. Wanneer hij voor alle rode ballen de combinatie maakt met zwart, dan kun je dus 16 * 1 + 16 * 7 + 27 = 155 punten maken.
- Object ball: de bal die geraakt moet worden door de cue ball. Dit is een rode of gekleurde bal.
- Pace: de kracht of snelheid waarmee de witte bal naar de object ball gestoten moet worden om een bepaald resultaat te krijgen
- Plant: een bal potten door middel van een andere bal. In de meeste gevallen liggen daarbij twee rode ballen tegen elkaar, in een rechte lijn naar een pocket. (Komt van het Engelse werkwoord 'to plant' = in het Nederlands "geschut opstellen").
- Pockets: 'netten' op de hoeken van de tafel en in het midden van iedere lange band, waar de ballen in gespeeld moeten worden
- Pomerans: 'stootkussentje' van leer op het uiteinde van een keu, ook wel 'tip'
- Pot(ten): een bal binnenspelen in een pocket
- Push-shot: wordt gerekend als foul 4. De pomerans, cue ball en object ball raken elkaar tegelijkertijd aan. Of de pomerans raakt de cue ball twee keer in één shot.
- Referee: scheidsrechter
- Rest: hulpstuk met een kruisvormig uiteinde
- Safety shot: een defensief shot dat de tegenspeler in moeilijkheden moet brengen
- Shot: elke stoot die een speler uitvoert
- Snooker: situatie waarbij de speler de bal die hij moet raken, niet rechtstreeks kan raken (gewoonlijk doordat een andere bal in de weg ligt)
- Spider: hulpstuk met een verhoogd uiteinde, bedoeld om de cue ball 'uit de hoogte' te raken, voor als er een andere bal voor ligt
- Spin of side: effect op de bal
- Swerve: rond een snookerende bal heen draaien. Hierbij wordt de keu meestal in een hoek van 45° gehouden en wordt heel veel side gebruikt.

## Varianten

### Snooker Plus

Snooker Plus-tafel.

Snooker Plus was een spelvariant op het huidige snookerspel bedacht door Joe Davis, die op dat moment regerend wereldkampioen was.
Bij deze spelvariant kwamen er twee extra ballen op de tafel, namelijk een oranje bal (waarde 8 punten) en een paarse bal (waarde 10 punten). De oranje bal werd geplaatst tussen de roze en de blauwe bal en de paarse bal tussen de blauwe en de bruine.
Zijn idee was hiermee om de maximale break te verhogen van 147 punten naar 210 punten, met het idee om meer publiek te trekken.
Deze variant werd voor het eerst aan het publiek getoond op 26 oktober 1959 tijdens een groot toernooi, maar het is toen niet aangeslagen. Deze variant wordt vrijwel nooit meer gebruikt in toernooien.